# Liu Xin (Astronom)
Liu Xin (chinesisch 劉歆 / 刘歆, W.-G. Liu Hsin; † 23 n. Chr.) war ein Astronom und Historiker der chinesischen Xin-Dynastie. Sein Vater war der Autor Liu Xiang. Liu Xin ist der Urheber eines astronomischen Systems namens „dreifache Übereinstimmung“, das er im Jahre 8 n. Chr. beschrieb und in einem Buch herausgab. Darin bestimmt er die synodische Umlaufzeit des Mondes mit 29 43/81 Tagen und eine Summe von 235 synodischen Perioden als 19 Jahre. Demnach würde die Länge eines Jahres 365,25016 Tage betragen, was nur elf Minuten länger als der heute gültige Wert ist.
Darüber hinaus verfasste Liu Xin einen Katalog mit 1080 Sternen, in welchem er die scheinbare Helligkeit in einer sechsstelligen Skala angibt. Er erwähnt dabei auch das Werk des Beamten Fu Buqi (宓不齊, 6. Jahrhundert v. Chr.). Er berechnete ebenso die Umlaufzeit einiger Planeten.
Auf dem Mars ist seit 1973 der Krater Liu Hsin nach ihm benannt. Die erste bekannte Bibliographie seiner Werke ist als Qilüe bekannt.